# رودراکشا

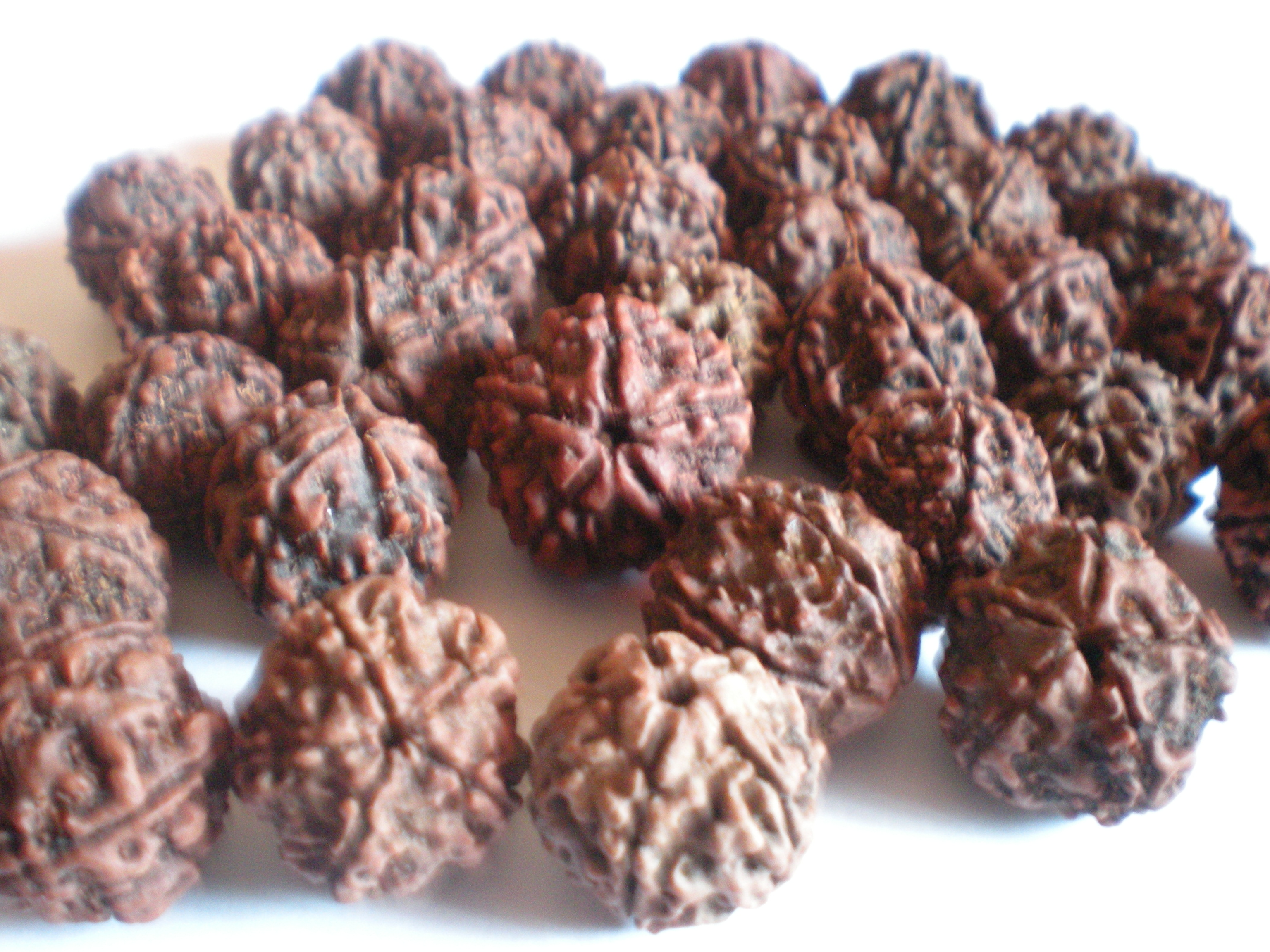
مجموعه‌ای از رودراکشاهای پنج‌وجهی

رودراکشا (الفبای نویسه‌گردانی بین‌المللی سانسکریت: Rudrākṣa، دیواناگری: रूद्राक्ष، تلوگو: రుద్రాక్ష، تامیلی: ருத்ராட்ச)(به معنی اشک رودرا [شیوا])، دانه‌ای است که به طور سنتی در آیین هندو (به ویژه شیواپرستی) از آن به عنوان تسبیح استفاده می‌شود.